# Eloy Decarlo
Eloy Gonçalves Decarlo Ferreira (Teresópolis, 1 de fevereiro de 1958) é um radialista e locutor brasileiro.

## Biografia
Conseguiu se projetar no rádio carioca no fim da década de 70, na hoje extinta Rádio Mundial 860 AM, atual CBN Rio. Ele também passou por JB FM, Manchete FM, 98 FM e Globo FM. Sua consagração começou em 1983, quando foi escolhido para ser a "voz-padrão" da extinta Rede Manchete, e o responsável por anunciar as atrações exibidas na emissora, bem como suas vinhetas, do primeiro ao último dia útil de vida da mesma. No início dos anos 90 apresentou o programa Som na Caixa. Também foi a "voz-padrão" das chamadas dos programas da Rádio Globo AM carioca, a partir da última semana de dezembro de 1999 para substituir Edmo Zarife, que ocupava tal função e faleceu na época. Deixaria esse posto em meados de 2003. Ja foi, a "voz-padrão" das chamadas dos programas da FM O Dia, Rádio Fanática FM 104,5, e da rádio Cultura De Valença no sul do estado do Rio de Janeiro. E é sócio-acionista desde 1994 de sua própria estação radiofônica: a Rádio Teresópolis AM, localizada na cidade que dá nome à empresa.